# Crambus reducta
Crambus reducta is een vlinder uit de familie grasmotten (Crambidae). De wetenschappelijke naam van deze soort is voor het eerst geldig gepubliceerd in 1922 door Janse.
De soort komt voor in tropisch Afrika.